# Андерсон, Гленн
Гленн Кристофер Андерсон (англ. Glenn Christopher Anderson; 2 октября 1960, Ванкувер, Канада) — бывший канадский хоккеист, правый нападающий. Двукратный обладатель Кубка Канады, шестикратный обладатель Кубка Стэнли. Член Зала хоккейной славы с 2008 года. Занимает четвёртое место в истории НХЛ по набранным очкам в матчах плей-офф (после Уэйна Гретцки, Марка Мессье и Яри Курри).

## Игровая карьера
На драфте НХЛ 1979 года Гленна Андерсона выбрал в четвёртом раунде недавно принятый в лигу «Эдмонтон Ойлерз». Однако Андерсон хотел принять участие в Олимпийских играх 1980 года и сезон 1979/80 провёл в составе сборной Канады. После неудачного выступления в Лейк-Плэсиде, где канадцы заняли шестое место, Андерсон перешёл в клуб Западной хоккейной лиги «Сиэтл Брейкерс», чтобы иметь возможность снова играть за сборную. Но приглашения в сборную он так и не получил, и, подождав ещё некоторое время, перешёл в «Эдмонтон». За 58 матчей, которые Андерсон успел провести в сезоне 1980/81, он забросил 30 шайб. В голосовании за «Колдер Трофи» — приз, вручаемый лучшему новичку сезона, — Андерсон получил один голос и занял 11-е место.
В следующем сезоне Гленн Андерсон установил личный рекорд по набранным очкам (105 очков) и вошёл в десятку лучших бомбардиров сезона. Одноклубники по «Эдмонтону» дали ему прозвище «Морк» по имени персонажа Робина Уильямса в телесериале «Морк и Минди» из-за его поведения. Андерсону прозвище не нравилось.
Андерсон на протяжении первых семи сезонов за «Ойлерз» показывал высокую результативность как в регулярных чемпионатах, так и в играх плей-офф. За это время «Ойлерз» выиграли четыре Кубка Стэнли, а сам Гленн постоянно входил в пятёрку лучших бомбардиров команды. После обмена 9 августа 1988 года лидера «Эдмонтона» Уэйна Гретцки в «Лос-Анджелес Кингз» результативность Андерсона упала — впервые в карьере он не смог забросить 30 шайб и также впервые по итогам сезона у него был отрицательный показатель полезности. Но уже в сезоне 1989/90 Андерсон смог вернуться на прежний уровень, забросив 34 шайбы, и вместе с «Эдмонтоном» выиграл пятый Кубок Стэнли.
19 сентября 1991 года «Эдмонтон» обменял Андерсона, нападающего Крейга Беруби и вратаря Гранта Фюра в «Торонто Мейпл Лифс» на нападающих Венсана Дамфусса и Скотта Торнтона, защитника Люка Ричардсона и вратаря Питера Инга.
21 марта 1994 года «Торонто» обменял Андерсона, права на защитника Скотта Мэлоуна и право выбора в четвёртом раунде драфта 1994 года в «Нью-Йорк Рейнджерс» на нападающего Майка Гартнера. За «Рейнджерс» тогда уже выступали пять хоккеистов, вместе с которыми Андерсон выигрывал Кубки Стэнли в «Эдмонтоне»: Марк Мессье, Крэйг Мактавиш, Кевин Лоу, Джефф Бьюкебум и Эса Тикканен. За оставшиеся двенадцать матчей регулярного чемпионата Андерсон набрал шесть очков. Столько же очков он набрал и в 23 матчах плей-офф, в том числе и три очка в финальной серии против «Ванкувер Кэнакс», чем помог «Рейнджерс» выиграть Кубок Стэнли впервые с 1940 года. Для самого Андерсона эта победа стала шестой.
13 февраля 1995 года Андерсон перешёл в «Сент-Луис Блюз».
22 января 1996 года Андерсон перешёл в «Ванкувер Кэнакс».
25 января 1996 года «Эдмонтон» забрал Андерсона с драфта отказов «Ванкувера».
12 марта 1996 года «Сент-Луис» забрал Андерсона с драфта отказов «Эдмонтона».

## Статистика
| Легенда | Легенда                    | Легенда | Легенда                   | Легенда | Легенда    |
| ------- | -------------------------- | ------- | ------------------------- | ------- | ---------- |
| И       | Количество проведённых игр | Штр     | Штрафное время            | +/−     | Плюс-минус |
| Г       | Голы                       | П       | Голевые передачи          | О       | Очки       |
| -       | Статистика неизвестна      | —       | Статистика не учитывалась |         |            |

### Международная карьера
- Статистика приведена по данным сайтов NHL.com и Eliteprospects.com

## Достижения

### Командные
НХЛ
| Год                          | Команда            | Достижение       |
| ---------------------------- | ------------------ | ---------------- |
| 1984, 1985, 1987, 1988, 1990 | Эдмонтон Ойлерз    | Кубок Стэнли (5) |
| 1994                         | Нью-Йорк Рейнджерс | Кубок Стэнли (6) |

Международные
| Год        | Команда | Достижение                        |
| ---------- | ------- | --------------------------------- |
| 1984, 1987 | Канада  | Кубок Канады (2)                  |
| 1989       | Канада  | Серебряный призёр чемпионата мира |
| 1996       | Канада  | Кубок Шпенглера                   |

### Личные
BCJHL
| Год  | Команда             | Награда                                      |
| ---- | ------------------- | -------------------------------------------- |
| 1978 | Беллингхэм Блейзерс | Попадание во вторую сборную всех звёзд BCJHL |